# Mezouara
Mezouara est un village de la commune d'Akfadou, dans la wilaya de Béjaïa, en Algérie.

## Toponymie
Le nom Mezouara proviendrait de deux mots différents selon que le son "z" est emphatisé ou pas. Avec le son "z" emphatique, il signifie amezwar : fort, courageux, valeureux. Avec le son "z" il correspond à amezwar : premier ou pionnier. Dans les anciennes coutumes tribales de Kabylie, chaque village ou arch élisait à main levée un représentant, une sorte de chef, dont le nom était amezwar, pour le représenter auprès des autres tribus.

## Géographie

### Situation
Mezouara fait partie d’un ensemble de villages qui constituent la commune d’Akfadou, dans la wilaya de Bejaia, depuis la division administrative algérienne de 1984.
Mezouara est niché sur le flanc sud-est de l’Akfadou, à une altitude moyenne de 900 m environ. Le village est dominé au nord-est par le massif du Azrou n Taghat (Azru n tayat). Il est à cheval sur une pente en contrebas de la forêt d’Akfadou, entre deux petits cours d’eau, souvent à sec en saison chaude, à l’origine d’un affluent de la Soummam, la Roumila (Rmila).

### Limites
- Village Ait Alouane à l’est
- Village Taourirt et Ilbaten au sud
- Village Tagroudja et Imaghdacene à l’ouest
- Forêt d’Akfadou au nord

### Richesses
Un vieux moulin à eau construit au début du XXe siècle.Mezouara possède deux sources en eau potable très réputées, à tel point que de nombreuses personnes viennent de très loin pour remplir leurs jerricans.

### Population
Ses habitants (Imzwariyen) appartiennent à la tribu des Ait Mansour (At Mensur)
| 1900     | 1954      | 1962     | 1967     | 2008      | 2022       |
| -------- | --------- | -------- | -------- | --------- | ---------- |
| 7 foyers | 55 foyers | 3 foyers | 7 foyers | 75 foyers | 136 foyers |

Une forte majorité de la population de Mezouara vit des produits de culture et d’élevage.
L’absence de travail est à l’origine d’une forte émigration vers certaines régions algériennes (Alger, champs pétrolifères…) et surtout françaises (Régions parisienne et lyonnaise…)

### Équipements
- Mosquée
- École primaire : école Ali Mezouara
- Association Ali Mezouara
- Alimentation en eau potable depuis 2 châteaux d’eau
- Arche commémorative des événements de la guerre d’Algérie (QG Wilaya III)
- Stade de proximité 23 février 1957 (IGALMIMEN)

## Histoire

### Origines
Les origines exactes du village sont inconnues. Le village est situé dans une zone protégée par les contreforts du Djurdjura, l’Akfadou, riche en source d'eau potable, en bois et en terres suffisamment et facilement cultivables. Durant des années ce village resta isolé et jusqu'à la mise en place de voies de circulation moderne dans la fin du XXe siècle.
Des ruines de maisons anciennes ont été découvertes sur deux sites aux alentours du village actuel. Le premier site est Ikharban (Ixarban) à l’entrée sud-ouest du village. Le second au nord du village, au-dessus d’Igulmimen avec à « Tiqwarabin » un cimetière au pied d’un chêne centenaire.
Les légendes et/ou histoires du village rapportent les aventures de Amara Ouhammou, parcourant la Kabylie, de l’Akfadou à la Kabylie des Babors, pour arbitrer les conflits entre villageois selon les lois coutumières (les qanun) en vigueur dans de nombreux villages kabyles qui s'érigeaient en véritables républiques villageoises.

### Repères administratifs
Successivement Mezouara appartint à des ensembles administratifs différents :
Mezouara/Akfadou semble avoir toujours appartenu à un ensemble tribal ou douar des Aït Mansour.
- Occupation ottomane : Haute Kabylie, du Djurdjura à l’oued sahel (Soummam)
- 1848, le 9 décembre : colonisation française ; les provinces d’Alger, d’Oran et de Constantine deviennent trois département. Mezouara fait, alors, partie du Douar Ikedjane, Commune de la Soummam/Sidi Aïch, Arrondissement Bougie, Département Constantine.
- 1958-1959: Département de Bougie, Douar Ikedjane, Commune de la Soummam/Sidi Aïch
- 1957, le 20 mai : Une subdivision administrative inclus l’arrondissement de Bougie dans le Département de Sétif. Sous Préfecture Sidi-Aich, Douar Ikedjane.
- 1954-1962 : Guerre d’Algérie Wilaya III
- 1962-1974 : Commune Tizemourine, Daïra Adekar, Wilaya de Sétif.
- 1974-1984 : Commune Tifra, Daïra Adekar, Wilaya de Bejaia.
- Depuis 1984 : Commune Akfadou, Daira de Adekar puis Chemini, Wilaya de Bejaia.

### Guerre d'Algérie
Durant la guerre d’Algérie, Mezouara entra dans l’histoire par la grande porte car ce village fut choisi pour devenir le siège du commandement de la wilaya III avec son charismatique chef : le colonel Amirouche. Isolé et difficile d’accès, Mezouara était une option réfléchie pour y ordonner et mener la résistance du peuple algérien en Kabylie contre l’occupant français. À cette époque, le village était maintes fois assiégé et bombardé. Il comptabilise, alors, un nombre considérable de martyrs, parmi eux Ali Mezouara. En février 1957, après d’intenses bombardements, Mezouara, partiellement détruit, fut évacué et déclaré zone interdite. Les habitants s’installèrent dans les villages voisins, voire plus loin (Sidi Aïch, Alger…) et le commandement militaire de la Wilaya III fut transféré près de Michelet, ensuite au Cap Sigli, pour quelque temps, puis de nouveau dans les montagnes de l’Akfadou (au col de Tagma).
Pour commémorer ces événements, le 20 août 2000 les villageois ont inauguré, en présence des officiels (ministre de la santé, ministre et anciens moudjahidines, responsables communaux et wilaya…), un monument édifié en forme d’arche surmontée de deux grands fusils en plomb, avec les noms des martyrs sur les colonnes, inscrits en langues arabe et berbère.